# Потаповский переулок
Пота́повский переу́лок (до 1922 года — Большо́й Успе́нский переу́лок) — улица в центре Москвы в Басманном районе между Архангельским переулком и Покровкой.

## Происхождение названия

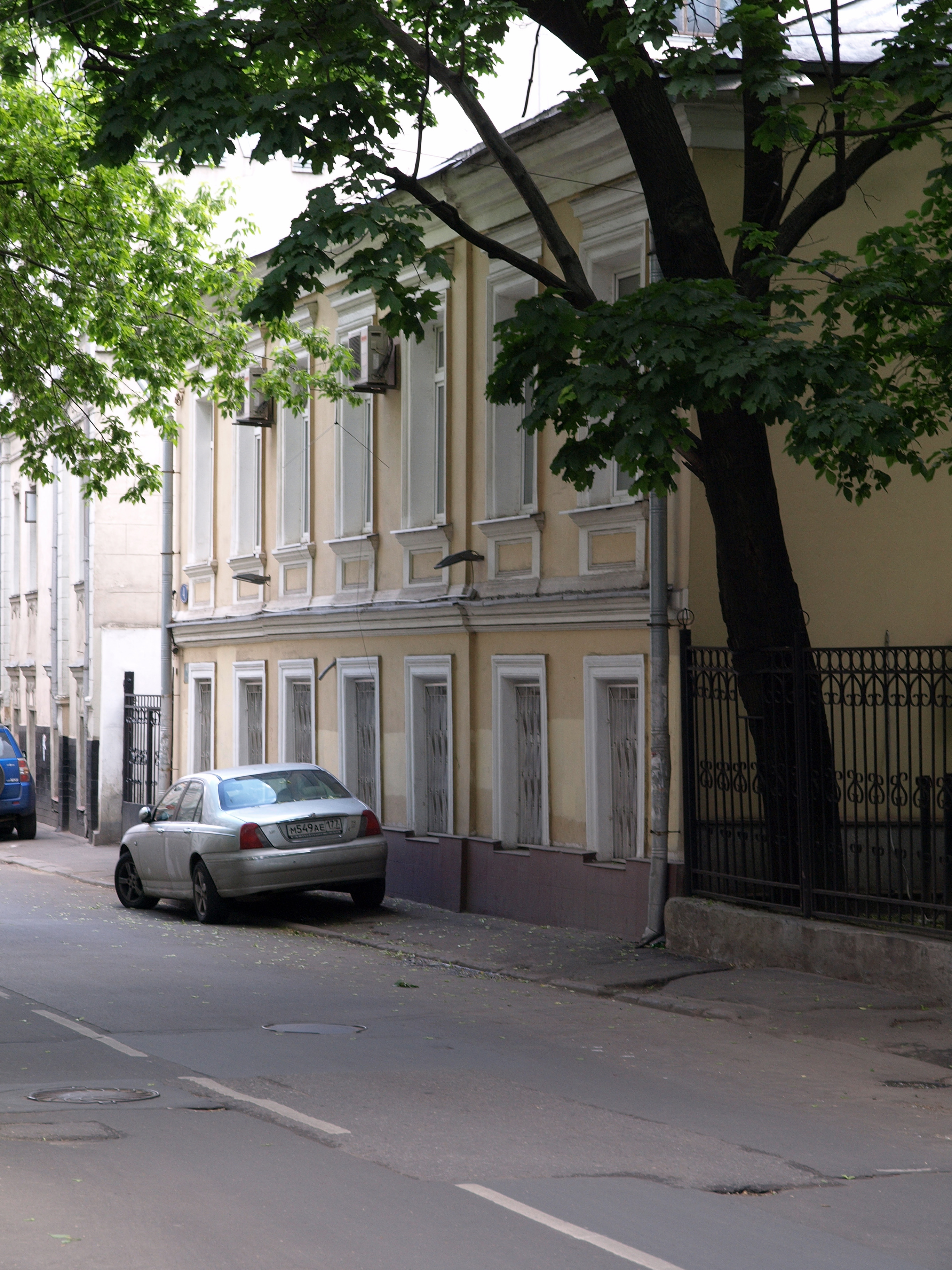
№ 4, строение 1.

Получил название 7 июня 1922 года в честь талантливого крепостного зодчего Петра Потапова. Потапов, по некоторым данным (точное авторство неизвестно), построил здесь в 1695—1699 годах на средства купца Ивана Сверчкова (по которому назван соседний Сверчков переулок) великолепный образец московского барокко — Церковь Успения Пресвятой Богородицы на Покровке (снесена в 1935—1936 годах). Старое название переулка — Большой Успенский переулок — происходит от имени этого же храма (определение местоположения храма обусловлено былым проживанием здесь котельников — изготовителей пищевых котлов). На плане Москвы 1862 года обозначен как Кривой переулок.

## Описание
Потаповский переулок является продолжением Кривоколенного, начинаясь от Архангельского переулка, проходит на юго-восток, постепенно поворачивая на юг. Справа от него отходит Сверчков переулок, заканчивается на улице Покровка.

## Примечательные здания и сооружения
По нечётной стороне:

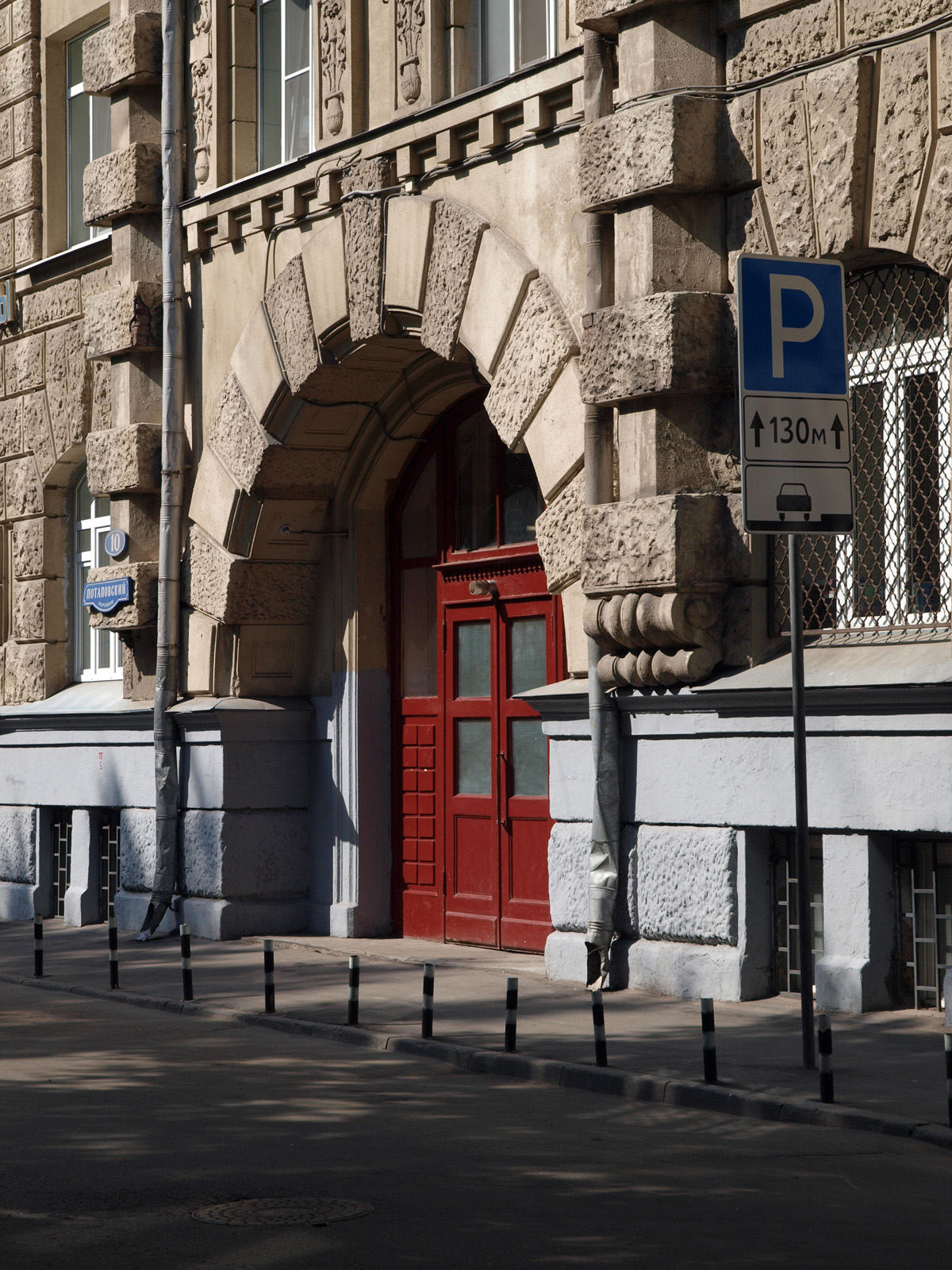
№ 10.

- № 3, строение 1 — бывшее здание типографии газеты «Рабочая Москва» (1931)[2][3]. Ныне — редакция «Новой газеты» и НИИ «Мостранспроект» (ранее — ГКУ «ЦОДД»). В октябре 2013 года здесь открыта мемориальная доска в память журналистки Анны Политковской, работавшей в газете в 1999—2006 годах[4].
- № 3, строение 5 — Проходная издательско-полиграфического комбината «Московская правда» (конец 1950-х — начало 1960-х годов)[5]
- № 5, строение 1 — Доходный дом И. Ф. Червенко (перестроен в 1887 году архитектором И. Ф. Червенко)[5]
- № 5 строения 4, 5, 7, 8 — дома в доходном владении страхового общества «Якорь» (1911, архитектор О. В. фон Дессин)
- № 5, строение 12 — Служебный корпус—гараж (1889—1891, архитектор И. Ф. Червенко; 1913, архитектор О. В. фон Дессин)[5]
- № 9-11/7 — в кв. 87 жил военачальник Э. Ф. Аппога

По чётной стороне:
- № 4 — Главный дом городской усадьбы К. Я. Лангера—Ф. М. Брандербурга—Д. О. Милованова. (1792, 1834, 1990-е)[5]
- № 6,  памятник архитектуры (региональный) — палаты Гурьевых-Дом Абрикосовых, объект культурного наследия регионального значения[6].
Первое каменное строение на этом месте было построено около 1671 года рыботорговцами братьями Иваном и Михаилом Гурьевыми[7][8]; это были одноэтажные на высоком подклете каменные палаты, выходившие торцом в переулок; своды этих палат до сих пор сохраняются в нижнем этаже здания[9]. В 1728 году владельцем палат стал шталмейстер Дворцового конюшенного ведомства Родион Кошелёв, при котором фасады обрели барочное оформление, а со стороны двора возведена каменная пристройка. До 1780-х годов усадьба находилась во владении Кошелёвых, затем перешла сперва к купцу Михаилу Колосову (дополнившим усадьбу пристройками со стороны двора и переулка), а после к английскому купцу Доути (пристроившему флигель со стороны переулка)[7]. Калужский купец Пётр Золотарёв, приобретший владение в 1821 году, сдавал главный дом и флигеля в наём; здесь размещались учебные заведения, в том числе мужской пансион Людвига Эннеса, среди воспитанников которого были Сергей Боткин и Владимир Герье. В 1840-х годах главный дом был надстроен одним этажом. В 1870-х годах при владельце усадьбы купце Василии Кокореве была оформлена большая проездная арка во двор, а фасады обрели современный облик. В 1881—1917 годах собственниками дома были купцы Абрикосовы. Семья Алексея Ивановича Абрикосова занимала две большие квартиры в главном доме; квартиры эти получили роскошную отделку: лепнину на потолке, стенах и дверных порталах, резные двери, наборный паркет[7]. В советское время в доме размещались коммунальные квартиры, в 1930-х годах главное здание было надстроено двумя этажами. В 2000-х годах дом был признан аварийным, отселён. По решению В. И. Ресина лишён статуса вновь выявленного объекта культурного наследия. Инвестор — ООО «Регион-Инвест», приведенный Правительством Москвы, планировал полный снос и настаивал на исключении дома из перечня выявленных памятников[10]. При пожаре 17 декабря 2009 года[11][12] пострадали живопись, паркеты, лепной декор. Дом находится в аварийном состоянии, требуется реставрация[7]. Только в 2014 году Москва расторгла аренду и взяла дом в прямое оперативное управление. Однако памятник продолжает пустовать. В конце 2015 года зафиксированы провалы перекрытий в парадной анфиладе и гибель значительной части интерьеров. В декабре город заменил временную кровлю[10]. В феврале 2017 года здание было выставлено на аукцион. Торги намечены на 29 марта 2017 года, начальная стоимость лота указана как 485 000 000 рублей. Сообщается, что новый собственник обязан будет привести дом в порядок в течение 5 лет[13]. В ходе реставрации должны быть сохранены планировка здания, архитектурно-художественное оформление фасадов (рустованные пилястры, арки, оконные наличники, карнизы, балконы), а также колористическое решение фасадов и белокаменные лестницы. Торги были назначены на 29 марта, но снова не состоялись по причине отсутствия заявок[10]. В июле 2017 года памятник выставлен на торги повторно, цена снижена до 426,4 млн руб.[14]. 20 декабря 2017 года власти выполнили контролируемое обрушение фрагмента фасада советской надстройки, который грозил  обрушением на пешеходную часть улицы[15]. В марте 2018 года в очередной раз выставлены на торги. Стартовая цена вновь снижена и составила около 300 млн. рублей. Победитель торгов - ООО ВК-ИНВЕСТ.[16] Новый собственник должен выполнить инженерно-техническое обследование, провести первоочередные противоаварийные работы, разработать проект реставрации и благоустройства и после согласования работ с Департаментом культурного наследия города Москвы и получения разрешения на них реализовать проект. Ориентировочно, комплекс работ займет около пяти лет.[17] В июле 2018 года Мосгорнаследие выдало собственнику разрешения на проведение проектно-изыскательских и противоаварийных работ. По информации руководителя Мосгорнаследия, владелец здания приступает к первоочередным противоаварийным работам на памятнике. Работы предусматривают два этапа. Сначала специалисты демонтируют аварийные элементы с поздней надстройки начала 30-х годов, которым в настоящий момент грозит обрушение. Далее произведут стабилизацию объекта и разбор завалов внутри помещений. На втором этапе предусмотрены работы по укреплению несущей способности здания с целью безопасного проведения исследовательских работ.[18] В ночь со 2 на 3 августа состоялся разбор аварийных участков фасада здания.[19]. В 2023 году реставрация завершилась. Специалисты восстановили фасады, планировку, интерьеры времен последних дореволюционных владельцев.
- № 8/12,  памятник архитектуры (федеральный) — городская усадьба Головиных (1877, архитектор В. Г. Залесский; дворовый корпус — 1904, архитектор Ф. Ф. Воскресенский)
- № 10 — доходный дом Заварского (1914, архитектор В. Н. Волокитин)[20][21][22]
- № 12,  памятник архитектуры (региональный) — доходный дом А. Г. Заварской (1912—1913, архитектор И. Г. Кондратенко, совместно с С. А. Дорошенко)[5]
- № 14 — жилой дом (1930-е — 1950-е)[5]
- № 16/5 — Дом причта церкви Успения Пресвятой Богородицы в Котельниках (1874, архитектор А. С. Каминский, кон. 1870—1880-е, нач. 1890-х)[5]